# Maevia inclemens
Maevia inclemens é uma espécie de aranha saltadora, conhecida em inglês como "dimorphic jumping spider", que corresponde à "aranha saltadora dimórfica", no português. É uma espécie de aranha saltadora relativamente comum e colorida da América do Norte. Nos machos, há duas formas, um fenômeno raro na zoologia. Os machos polimórficos utilizam diferentes exibições de corte, e diferem na aparência: o morfo "tufado" tem corpo e pedipalpos ("palpos") pretos, três tufos pretos na "cabeça" e pernas claras; o morfo "cinza" apresenta listras pretas e brancas no corpo e pernas, palpos laranja e sem tufos. No entanto, cada forma representa 50% dos machos adultos, e ambas são igualmente bem-sucedidas no acasalamento. As fêmeas de M. inclemens medem de 6,5 a 8,0 mm de comprimento, enquanto os machos têm de 4,75 a 6,50 mm.
Como todas as aranhas saltadoras, a M. inclemens possui excelente visão. Os olhos principais, na posição frontal e central, são grandes e mais aguçados que os de um gato, cerca de 10 vezes mais aguçados que os de uma libélula. As três outras duplas de olhos, ao longo dos lados da cabeça, funcionam como detectores de movimento. Os olhos são usados para caçar, evitar ameaças e encontrar parceiros.
M. inclemens é uma das oito espécies do gênero Maevia. É encontrada no sudeste do Canadá e no leste dos Estados Unidos. M. inclemens é frequentemente encontrada em estruturas feitas pelo homem, como construções em ambientes externos ou cercas.

## Taxonomia
A aranha-saltadora-dimórfica é a espécie-tipo do gênero Maevia (Koch, 1850), que incluía outras 10 espécies em maio de 2011. O nome da espécie deriva do adjetivo latino inclēmens "cruel, severo" ou "áspero". A espécie foi inicialmente chamada de Attus inclemens, e outros nomes, incluindo A. vittatus, Maevia pencillata e M. vittata, foram usados.[a] Além disso, as duas formas masculinas parecem e se comportam de maneira tão diferente que foram originalmente consideradas duas espécies distintas. Em 1955, Robert Barnes escolheu M. inclemens, e esse se tornou o nome padrão.

## Descrição
As aranhas são quelicerados, que diferem de outros artrópodes pelo fato de os segmentos corporais usuais serem fundidos em apenas dois tagmas, o cefalotórax e o abdômen. O abdômen das aranhas possui apêndices modificados em fiandeiras que excretam seda de até seis tipos de glândulas de seda dentro do abdômen. O cefalotórax e o abdômen são unidos por um pequeno pedicelo cilíndrico, que permite ao abdômen se mover enquanto produz seda. Embora a maioria das aranhas saltadoras não construa teias para capturar presas, elas usam seda para outros fins, incluindo muda e postura de ovos.
As aranhas saltadoras possuem pernas dianteiras grandes e pernas traseiras curtas e poderosas. Diferentemente da maioria dos artrópodes, as aranhas não possuem músculos extensores nos membros e, em vez disso, os estendem aumentando a pressão sanguínea. As aranhas saltadoras podem saltar várias vezes seu próprio comprimento, estendendo poderosamente o terceiro ou quarto par de pernas, alcançando até 200 mm com as patas dianteiras estendidas para agarrar a presa. As aranhas mantêm o equilíbrio ao caminhar, de modo que as pernas 1 e 3 de um lado e 2 e 4 do outro se movem, enquanto as outras quatro pernas estão na superfície. Para correr mais rápido, as aranhas aumentam a frequência dos passos. 

Em aranhas e outros quelicerados, há apenas um par de apêndices antes da boca, e nas aranhas esses são modificados em presas que injetam veneno na presa. Atrás da boca, há um par de pedipalpos ("palpos"), e os dos machos são bastante grandes, usados para exibição e acasalamento. As aranhas se limpam regularmente, com maior frequência se estiverem molhadas ou sujas. Elas umedecem suas presas, passam as pernas uma a uma pelas presas e "penteiam" as pernas com as presas e os palpos. O primeiro e o quarto par de pernas são usados para limpar outras partes do corpo, e a única área que parecem não alcançar é a superfície dorsal da carapaça.

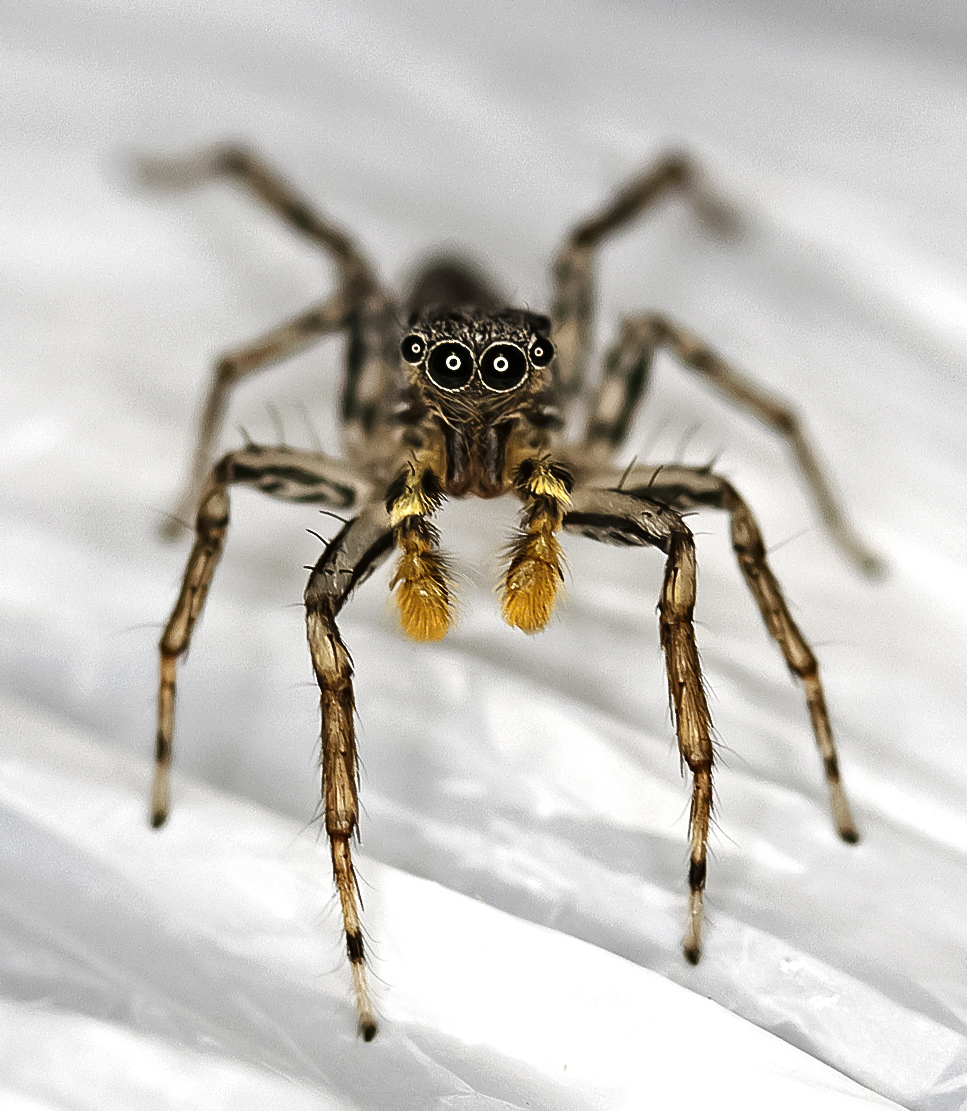
Macho de aranha-saltadora-dimórfica (Maevia inclemens) do morfo cinza.

O corpo da aranha-saltadora-dimórfica é apenas esparsamente coberto por pelos e escamas. Uma fêmea mede de 6,5 a 8,0 mm de comprimento, sua carapaça é marrom-clara, suas pernas são claras e sem marcas. A parte superior de seu abdômen é calcária ou de cor ferrugem, e ao longo de cada lado há uma faixa preta, frequentemente coberta por escamas laranja. Às vezes, há uma série de divisas (marcas em forma de V) ao longo do meio de seu abdômen. Ela tem uma faixa branca proeminente abaixo dos olhos anteriores.
As aranhas saltadoras têm uma carapaça distintivamente retangular, e a das fêmeas da aranha-saltadora-dimórfica tem em média 2,30 mm de largura, enquanto a dos machos tem em média 2,10 mm.  A carapaça da M. inclemens é relativamente alta, entre 60% e 70% da largura.

## Galeria

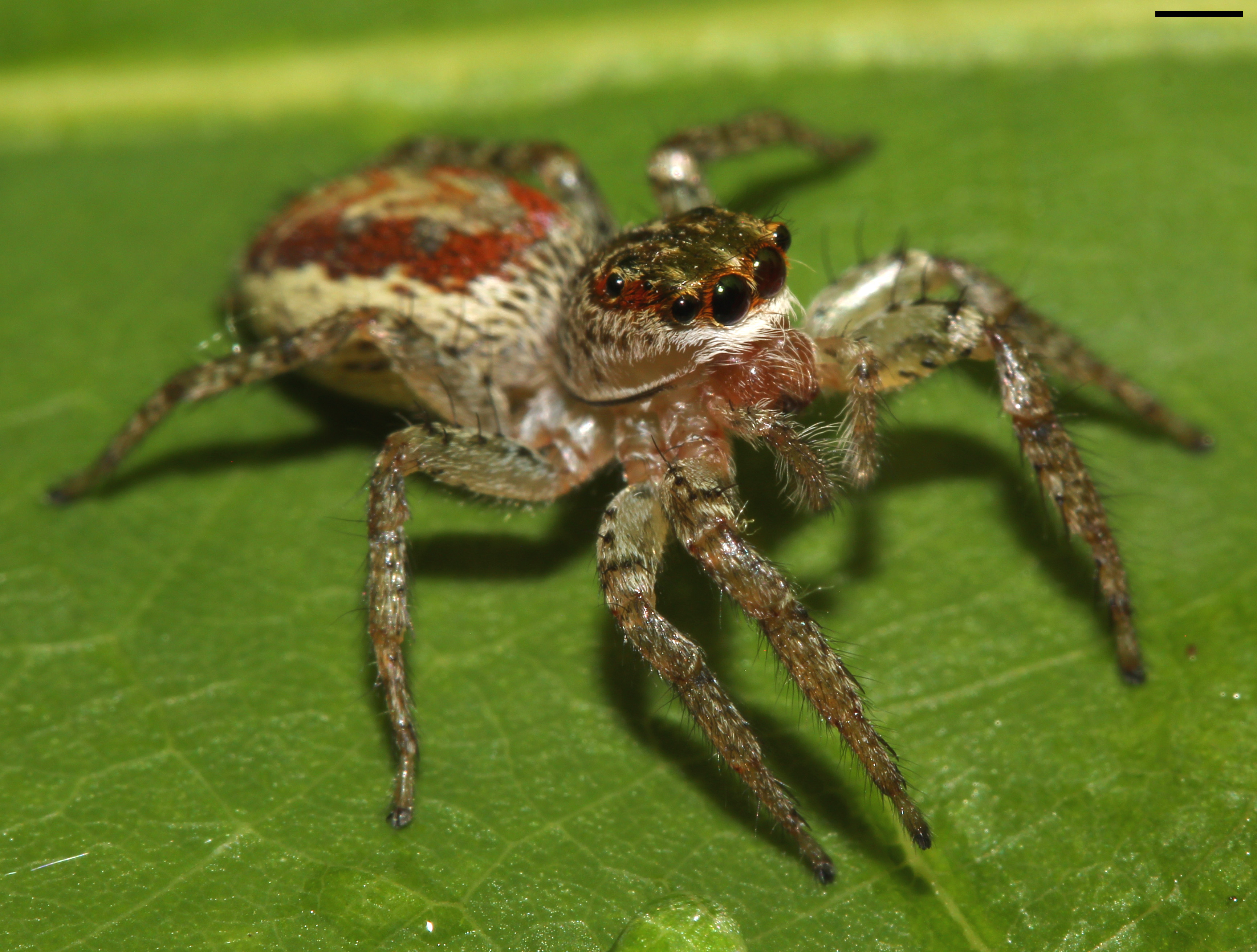
Fêmea de M. inclemens.
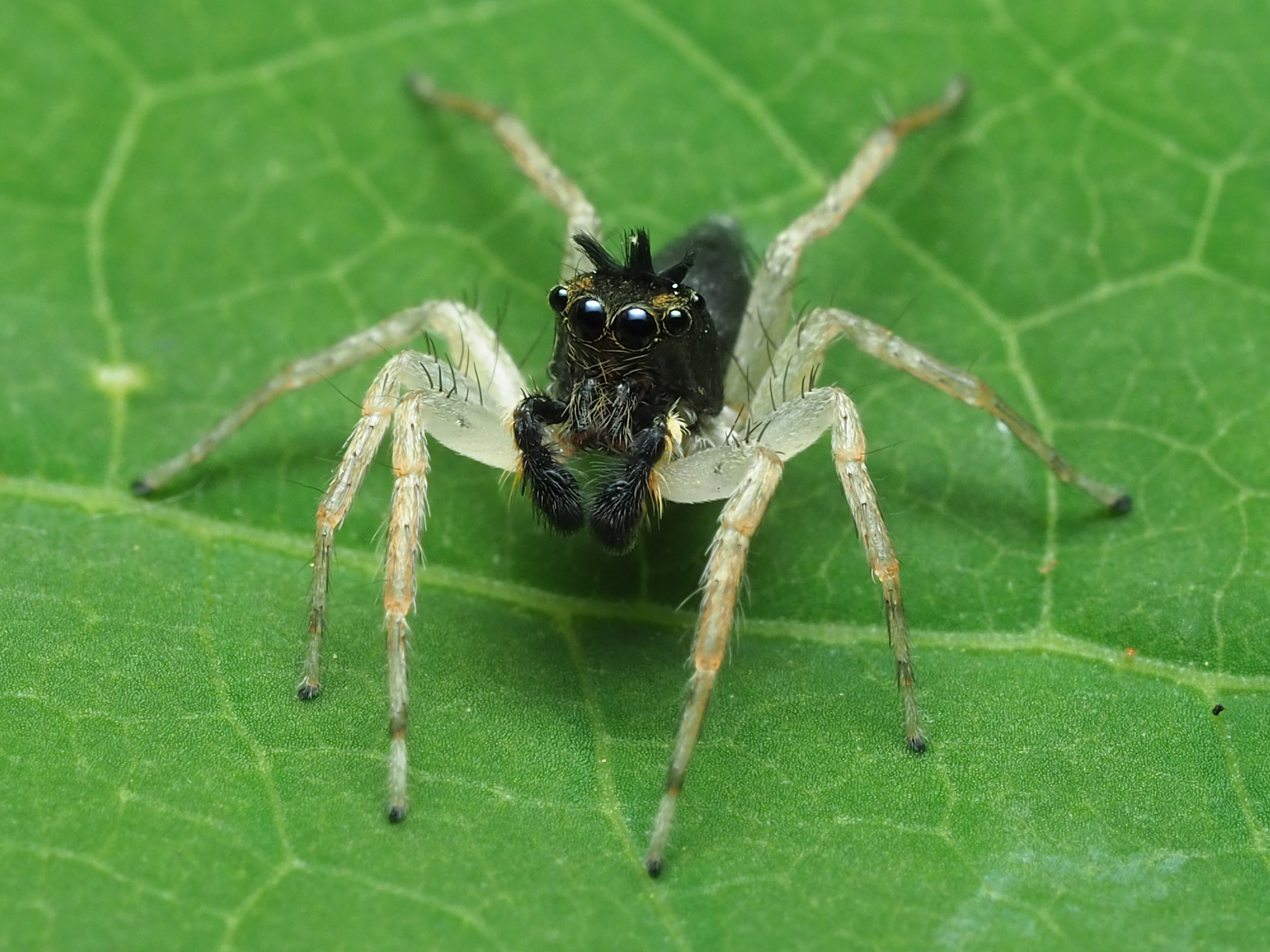
Macho do morfo escuro de M. inclemens.
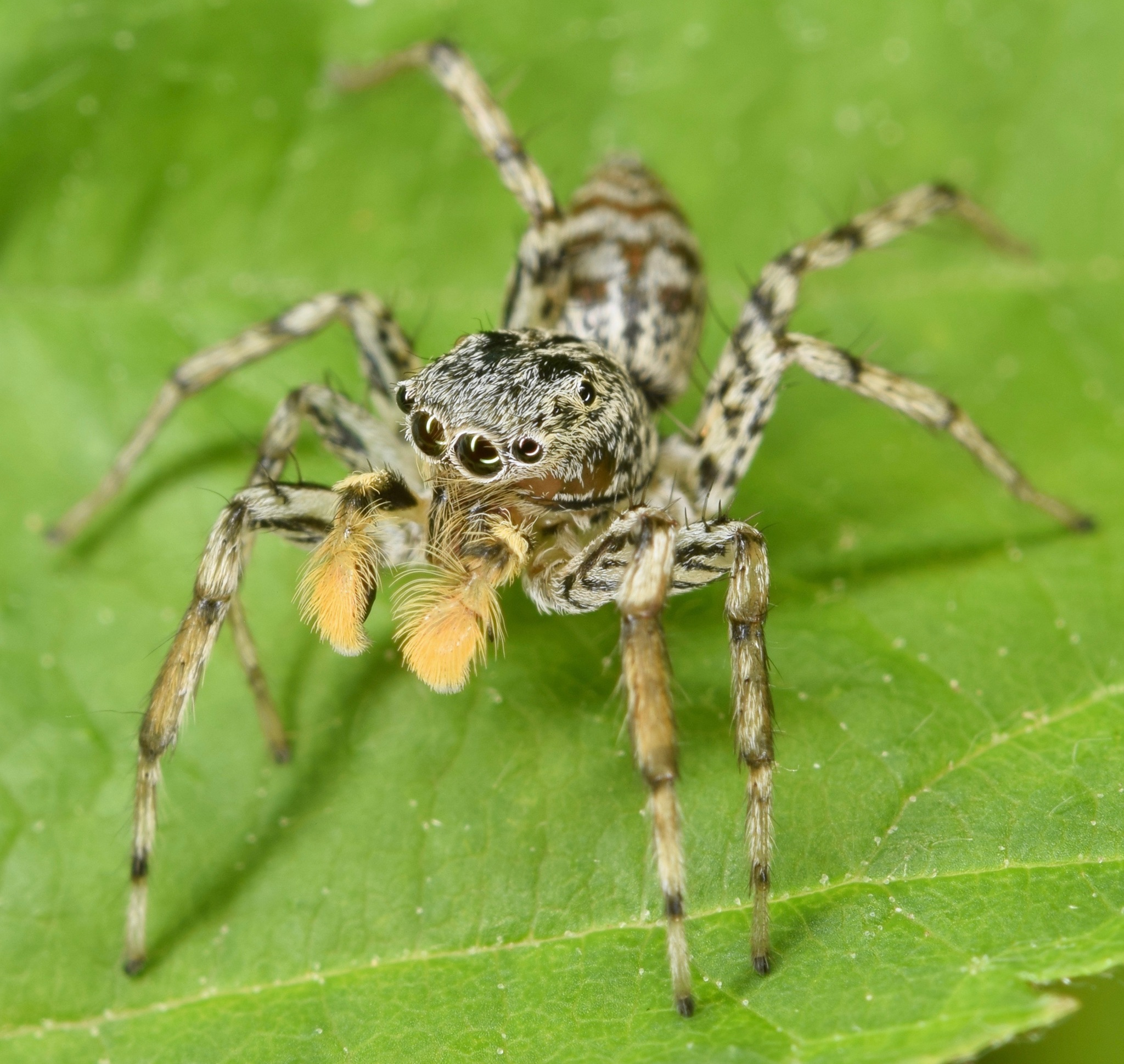
Macho do morfo cinza de M. inclemens.
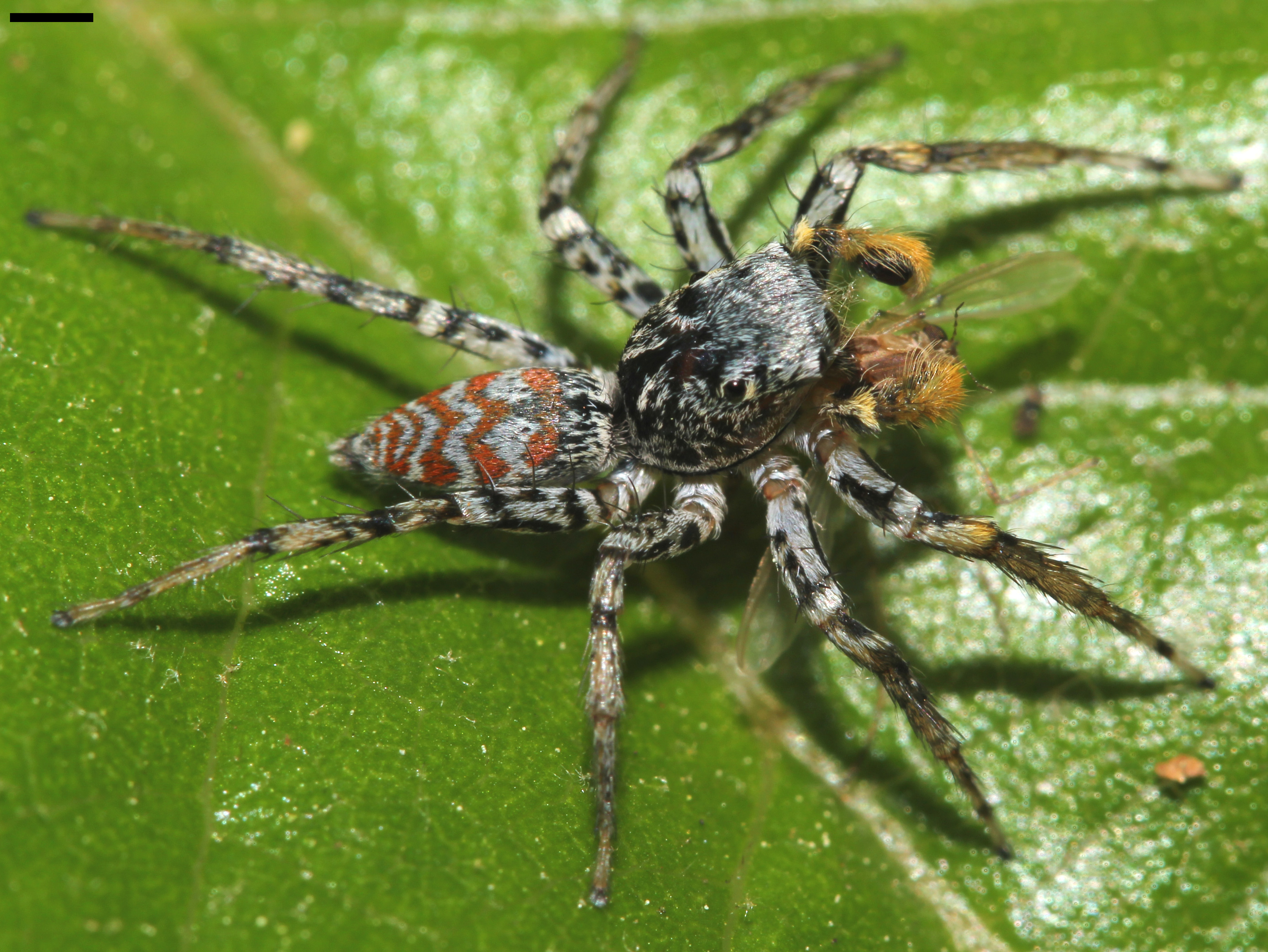
Macho do morfo cinza de M. inclemens.
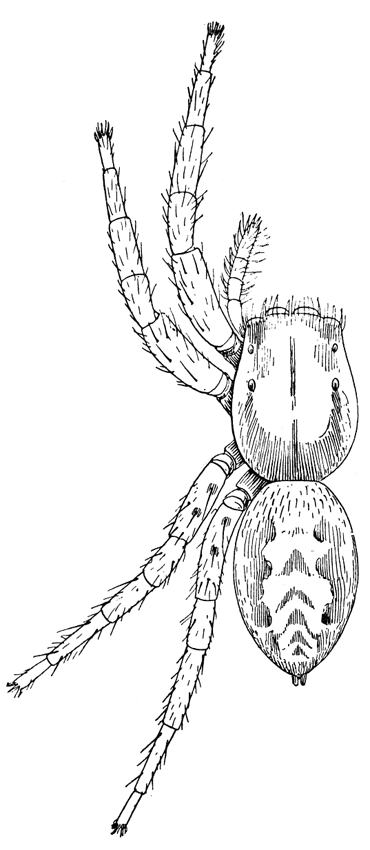
Ilustração de fêmea de M. inclemens.
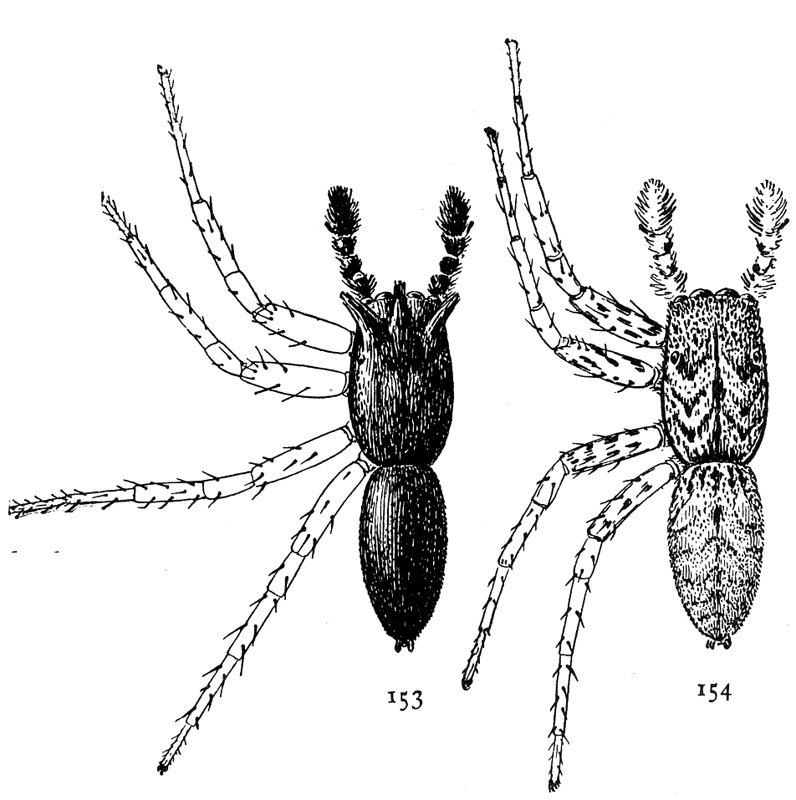
Ilustração de machos de M. inclemens.
- Indivíduo de M. inclemens. em tronco de árvore.

## Reprodução e ciclo de vida
Cada morfo representa 50% dos machos adultos, e ambos fazem o mesmo número de tentativas de cortejar fêmeas, mas usando uma exibição de corte diferente. Antes de procurar uma parceira, uma aranha macho tece uma pequena teia plana em uma superfície e ejacula nela. Ele então carrega o sêmen em receptáculos semelhantes a seringas em ambos os palpos e busca uma fêmea.
Após avistar uma fêmea, o morfo tufado se eleva o máximo possível com os últimos três pares de pernas, bate com o primeiro par, enquanto acena os palpos para cima e para baixo e balança o abdômen de um lado para o outro, geralmente a cerca de 9 cm da fêmea.  Em contraste, o morfo cinza se agacha e aponta os dois primeiros pares de pernas diretamente para a frente, cruzando as pontas das pernas para criar uma configuração triangular, segura os palpos laranja abaixo dos olhos anteriores e desliza para frente e para trás em semicírculos estacionários ou recuantes à frente da fêmea, a 3 cm de distância.  Os movimentos dos dois morfos são idênticos mais adiante na sequência.
Quando receptivas, as fêmeas respondem de forma semelhante aos dois tipos de machos: aproximam-se e param; estendem o primeiro par de pernas ou batem com elas. Ambos os morfos masculinos geralmente terminam sua exibição inicial e começam a bater as pernas e dançar em ziguezague. Quando os machos tufados batem as pernas, as fêmeas olham para eles e exibem um maior número de batidas em resposta do que para o morfo cinza. As fêmeas também respondem ao bater dos morfos tufados mais frequentemente parando do que aos machos cinzentos.  No entanto, após as fêmeas olharem para os machos, os machos cinzentos se aproximam da fêmea com mais frequência do que o macho tufado. As fêmeas frequentemente inclinam seus abdomens de um lado para o outro.
Finalmente, o macho monta e copula com a fêmea. Depois, o macho geralmente desmonta, e o par normalmente foge um do outro. No entanto, o macho às vezes persegue a fêmea e tenta copular novamente.
Em um experimento, 12 machos tufados (52%) e 14 machos cinzentos (54%) copularam com fêmeas após o cortejo. Ao final da cópula, as fêmeas tentaram capturar e comer os machos, mas no mesmo experimento apenas um macho tufado e um cinza foram mortos. Uma contagem de descendentes não mostrou diferenças no número de filhotes dos dois morfos. No entanto, os machos cinzentos chamaram a atenção das fêmeas mais rapidamente a menos de 8 cm, enquanto os machos tufados foram mais rápidos entre 8 e 30 cm das fêmeas. A continuação de dois morfos masculinos pode ser um exemplo de uma estratégia evolutivamente estável mista, na qual ambos os morfos são geneticamente determinados pelos morfos de seus pais e ambos são igualmente bem-sucedidos de maneiras diferentes.

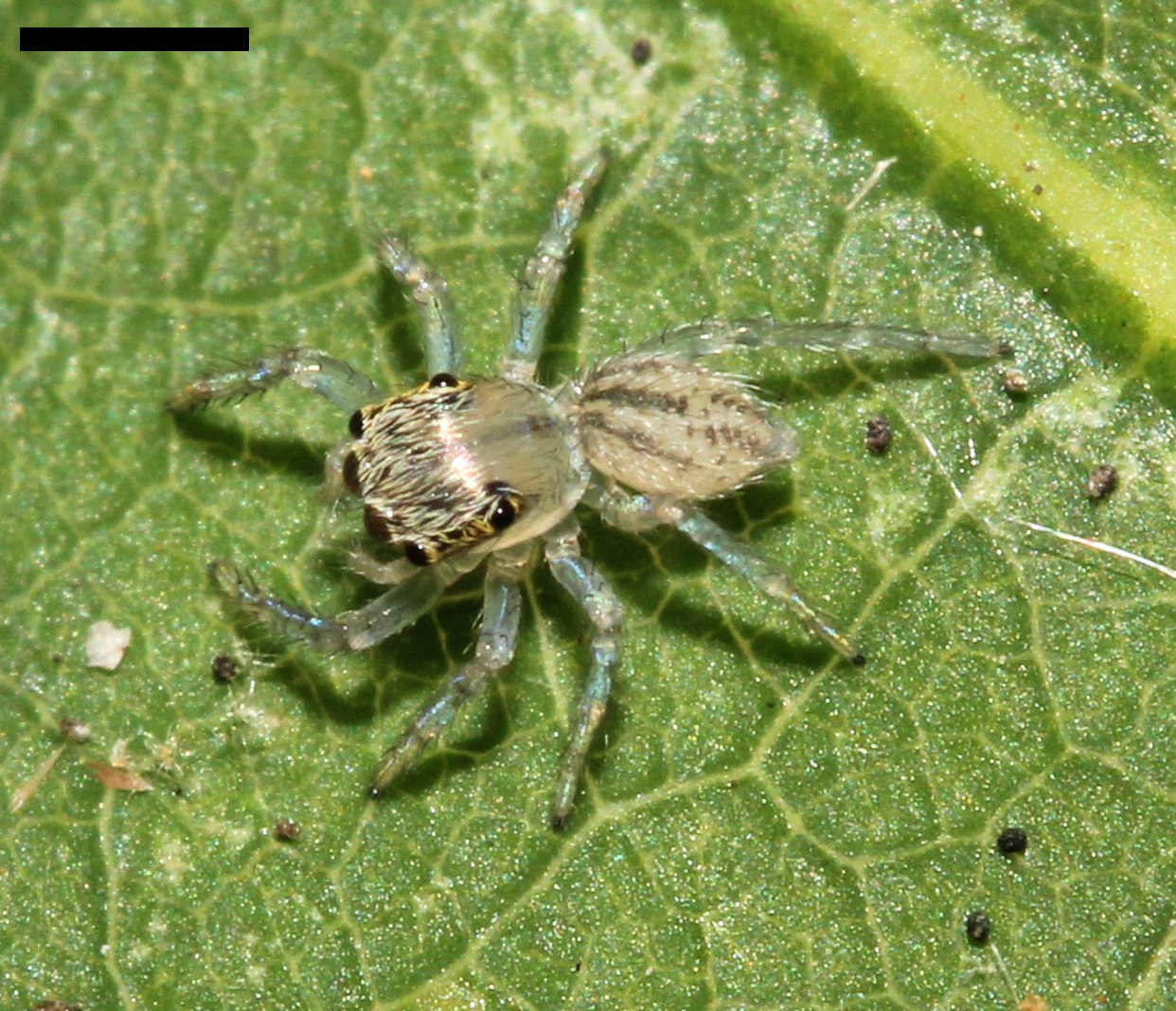
Filhote de M. inclemens no segundo ínstar.
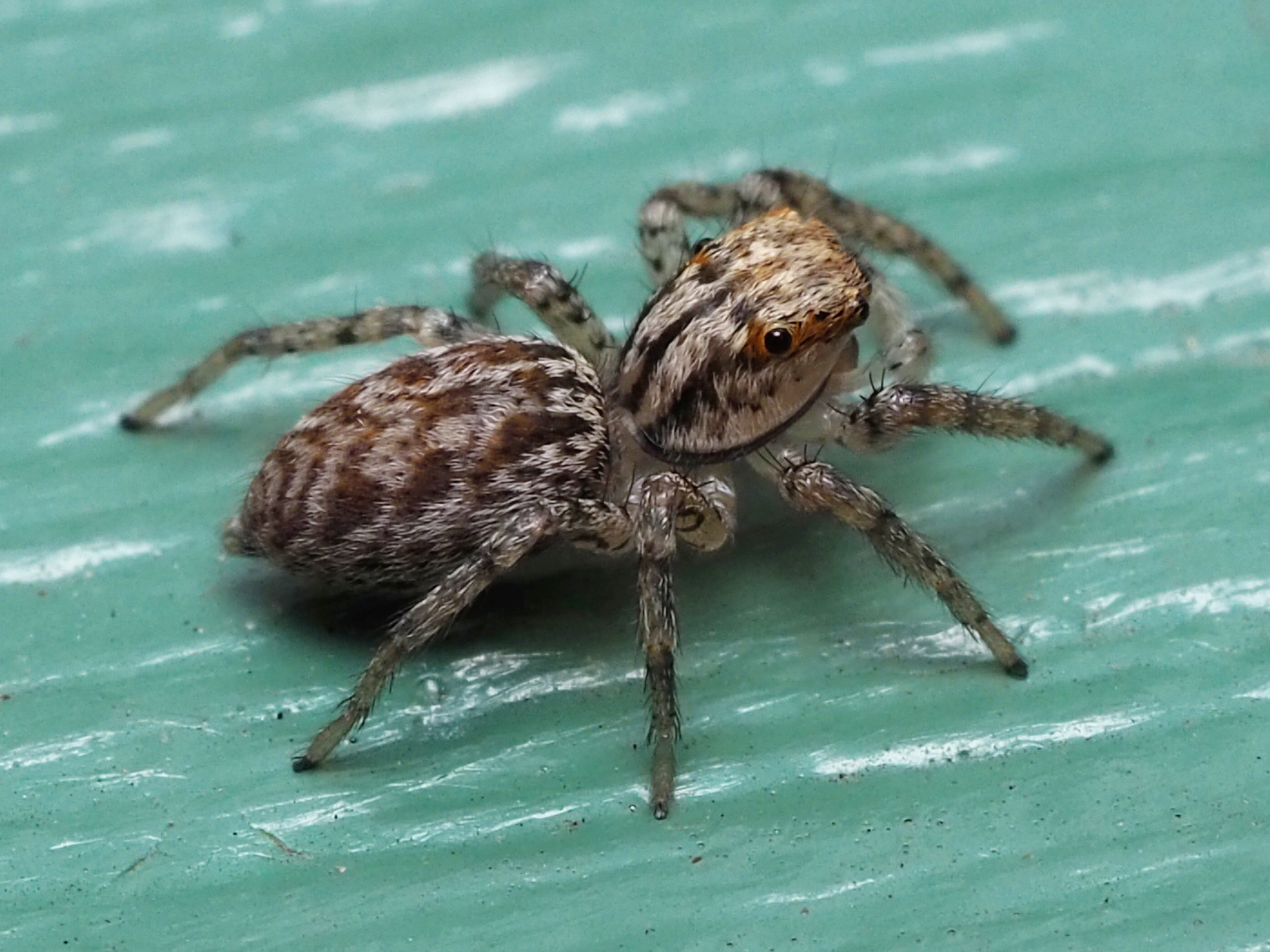
Macho imaturo de M. inclemens.
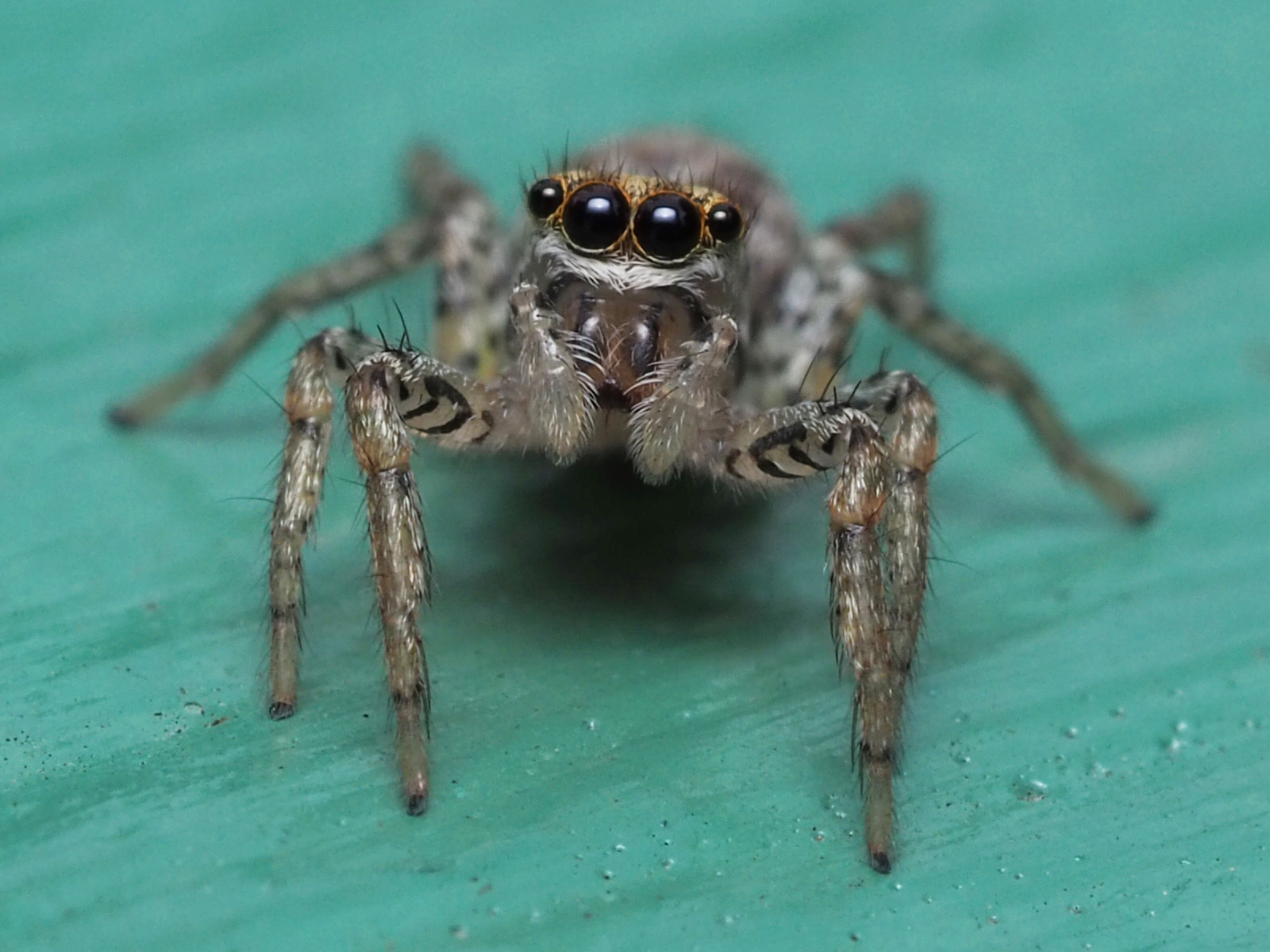
Macho imaturo de M. inclemens.

## Distribuição e habitat
M. inclemens é encontrada em todo o leste e meio-oeste dos Estados Unidos e no sudeste do Canadá, incluindo: Massachusetts, Connecticut, Estado de Nova York, Nova Jersey, Pensilvânia, Maryland, Virgínia Ocidental, Virgínia, Carolina do Norte, Flórida, Alabama, Luisiana, Texas, Kansas, Kentucky, Indiana, Illinois, Michigan, Wisconsin, Quebec, Ontário e Manitoba.
Um estudo relatado em 1981 em um local maduro e três locais recentemente desmatados no sul dos Montes Apalaches perto de Highlands, Carolina do Norte. Todos os espécimes de aranhas que caçam foram coletados em plantas ou teias acima do solo. O desmatamento causou uma diminuição acentuada na abundância de nove espécies e um aumento acentuado em quatro espécies, enquanto a M. inclemens e outras seis não mostraram mudanças. 
Algumas espécies de aranhas saltadoras, incluindo a M. inclemens, conseguiram se estabelecer em estruturas feitas pelo homem. Mais frequentemente, essas aranhas são encontradas em dependências ou estruturas como cercas, em vez de casas permanentemente habitadas.